# Strafprozessrecht (Deutschland)
In Deutschland ist die Grundlage für den Strafprozess (auch Strafverfahren genannt) die Strafprozessordnung (StPO); sie ist keine Verordnung, sondern ein förmliches Gesetz, das im 19. Jahrhundert geschaffen wurde. Die StPO hat mehr als 400 Paragraphen. Der Strafprozess läuft nach bestimmten Grundsätzen (Prozessmaximen) ab, unter anderem nach dem Legalitätsprinzip und der Offizialmaxime. In der mündlichen Verhandlung vor Gericht gelten zusätzlich der Öffentlichkeitsgrundsatz und der Mündlichkeitsgrundsatz, sofern das Verfahren nicht durch einen Strafbefehl abgeschlossen wird.
Der Strafprozess im weiteren Sinne ist in das Erkenntnisverfahren und in das Vollstreckungsverfahren gegliedert. Das Erkenntnisverfahren wiederum gliedert sich in drei Phasen;
1. Ermittlungsverfahren,
2. Zwischenverfahren und
3. Hauptverfahren.

Das Strafverfahren selbst gliedert sich in fünf Stufen. Davon sind die ersten drei die Phasen des Erkenntnisverfahrens, die vierte Stufe ist die Rechtsmittelinstanz mit Berufung und Revision. Da die Berufung nach Erkenntnisgrundsätzen mit Durchführung einer Beweisaufnahme gestaltet ist, ist sie definitorisch zum Erkenntnisverfahren zu zählen. Die fünfte und letzte Stufe des Verfahrens ist die Vollstreckung des Urteils.

## Rechtsquellen
Vorschriften mit Bedeutung für das Strafprozessrecht sind in mehreren Gesetzen enthalten. Die zentrale Rechtsquelle stellt die Strafprozessordnung (StPO) mit ihrem Einführungsgesetz dar. Teilweise wird es durch das Jugendgerichtsgesetz (JGG) überlagert, das Sondervorschriften für Strafverfahren gegen Jugendliche enthält. Das Gerichtsverfassungsgesetz (GVG) sowie dessen Einführungsgesetz enthalten Vorschriften zum Aufbau und zur Zuständigkeit der Gerichte sowie zur Struktur der Staatsanwaltschaft.
Das Grundgesetz (GG) enthält elementare Grundprinzipien der deutschen Rechtsordnung, die auch für das Strafprozessrecht von Bedeutung sind. Hierzu zählen neben den Grundrechten das in Art. 20 Absatz 3 GG festgehaltene Rechtsstaatsprinzip und die verfahrensrechtliche Regelungen. Die Europäische Menschenrechtskonvention (EMRK) wirkt als völkerrechtlicher Vertrag in der deutschen Rechtsordnung. Für das Strafprozessrecht ist insbesondere Art. 6 EMRK von Bedeutung, der zahlreiche Beschuldigtenrechte normiert. Schließlich enthält das Strafgesetzbuch (StGB) einige verfahrensrechtliche Regelungen, etwa bezüglich des Strafantrags und der Verfolgungsverjährung. Insbesondere für die Tätigkeit der Staatsanwaltschaft sind ferner die Richtlinien für das Straf- und Bußgeldverfahren (RiStBV) als Verwaltungsvorschriften von Bedeutung.

## Grundsätze des Strafverfahrens

### Ziele
Das Strafverfahren verfolgt im Wesentlichen drei Ziele: Wahrheitsfindung, Rechtsstaatlichkeit und Rechtsfrieden. Das Verfahren dient der Ermittlung der Wahrheit. Hierzu wird der Sachverhalt im Prozess möglichst umfassend im Verfahren aufgeklärt, um eine materiell zutreffende Entscheidung zu ermöglichen. Der Verfahrensverlauf soll rechtsstaatlich verlaufen. Hierzu sehen die Prozessregelungen Vorkehrungen zum Schutz der Rechtsstaatlichkeit vor, etwa die Garantie des rechtlichen Gehörs (Art. 103 Absatz 1 GG) und den Anspruch auf den gesetzlichen Richter (Art. 101 Absatz 1 Satz 2 GG). Schließlich bezweckt das Verfahren die Förderung des Rechtsfriedens. Zu diesem Zweck steht am Verfahrensende eine abschließende Entscheidung.

### Prinzipien
Das Strafprozessrecht ist durch mehrere Maximen gekennzeichnet, welche seine Grundlagen bestimmen.

#### Offizialprinzip
Das Offizialprinzip bestimmt, dass es allein Aufgabe des Staates ist, das Strafverfahren von Amts wegen (ex officio) einzuleiten und durchzuführen; gemäß § 152 Absatz 1 StPO wird dieses staatliche Anklagemonopol durch die Staatsanwaltschaft wahrgenommen. Dies stellt einen Unterschied zum Zivilprozess dar, in dem die Dispositionsmaxime gilt, der Umfang des gerichtlichen Verfahrens also durch die Parteien bestimmt wird.
Begrenzt wird das Offizialprinzip durch die Antragsdelikte, deren Verfolgung die Stellung eines Strafantrags voraussetzt. Unterschieden werden die absoluten und die relativen Antragsdelikte. Bei ersteren, zu denen beispielsweise der Hausfriedensbruch (§ 123 StGB) zählt ist stets ein Antrag erforderlich. Bei letzteren ist ein Antrag entbehrlich, wenn die Staatsanwaltschaft ein besonderes öffentliches Interesse an der Verfolgung annimmt; dies ist etwa gemäß § 230 Absatz 1 Satz 1 StGB bei der Körperverletzung (§ 223 StGB) möglich. Ähnliches gilt bei den Ermächtigungsdelikten, deren Verfolgung die Ermächtigung durch ein Staatsorgan voraussetzt. So verhält es sich etwa bei der Verunglimpfung des Bundespräsidenten (§ 90 StGB). Eine weitere Begrenzung des Offizialprinzips stellt die Privatklage dar. Gemäß § 374 StPO kann bei bestimmten das öffentliche Interesse typischerweise in geringem Maß betreffenden Delikten der durch eine Straftat Verletzte ohne Mitwirkung der Staatsanwaltschaft Strafanklage erheben.

#### Akkusationsprinzip
Das Akkusationsprinzip besagt, dass eine Straftat nur dann gerichtlich untersucht werden darf, wenn und soweit sie zuvor durch die Staatsanwaltschaft angeklagt wurde. Historisch stellt dies die Abkehr vom Inquisitionsprinzip dar, nach dem Ankläger und Richter identisch waren, was die Gefahr der Voreingenommenheit des Richters barg. Seinen Ausdruck findet das Akkusationsprinzip in mehreren Vorschriften: Gemäß § 151 StPO ist die Eröffnung eines Gerichtsverfahrens durch die Erhebung einer Klage bedingt. § 155 StPO bestimmt, dass die Klageschrift den Umfang des Verfahrens festlegt, weswegen sich das Urteil gemäß § 264 Absatz 1 StPO lediglich auf die in der Anklage bezeichneten Tat beziehen kann.

#### Legalitätsprinzip
Nach dem Legalitätsprinzip sind die Strafverfolgungsbehörden zur Einleitung eines Ermittlungsverfahrens verpflichtet, sobald sie Kenntnis von einer möglichen Straftat erlangen. Diesbezüglich besitzen sie also keinen Ermessensspielraum. Für die Staatsanwaltschaft ergibt sich hieraus eine Pflicht zur Erhebung der Anklage, soweit deren Voraussetzungen vorliegen. Dies stellt eine Folge des Anklagemonopols der Staatsanwaltschaft nach § 152 Absatz 1 StPO dar. Gemäß § 163 Absatz 1 Satz 1 StPO gilt entsprechend ein Ermittlungszwang für die Polizei.
Die Pflicht zum Tätigwerden besteht uneingeschränkt bei dienstlicher Kenntniserlangung. Erlangt ein Amtsträger privat hinreichende Kenntnis, besteht nach überwiegender Auffassung zum Schutz seines Persönlichkeitsrechts nur in Bezug auf schwere Straftaten eine Handlungspflicht.
Umstritten ist in der Rechtswissenschaft, ob die Staatsanwaltschaft an die höchstrichterliche Rechtsprechung gebunden ist. Nach überwiegender Auffassung trifft dies zu, da andernfalls die Einheit der Rechtsordnung bedroht wäre. Nach anderer Ansicht besteht keine solche Bindung, da die Staatsanwaltschaft gemäß § 150 GVG unabhängig ist. Lediglich Entscheidungen des Bundesverfassungsgerichts seien bindend, da nur diese gemäß § 31 Absatz 2 des Bundesverfassungsgerichtsgesetzes Gesetzeskraft besitzen.
Durchbrochen wird das Legalitätsprinzip durch die Möglichkeit der Staatsanwaltschaft, ein Verfahren aus Gründen der Opportunität einzustellen (Opportunitätsprinzip).

#### Amtsermittlungsgrundsatz
Der Amtsermittlungsgrundsatz besagt, dass die Ermittlung im Strafverfahren von Amts wegen erfolgt. Dies stellt einen bedeutenden Unterschied zum Zivilprozess dar, in dem der Verhandlungsgrundsatz gilt, die Parteien also die entscheidungserheblichen Tatsachen in den Prozess einführen müssen.

#### Unmittelbarkeitsgrundsatz
Ferner gilt im Strafprozess der Unmittelbarkeitsgrundsatz. Hiernach müssen alle relevanten Tatsachen unmittelbar durch das Gericht in der Hauptverhandlung festgestellt werden. Dies steht im Zusammenhang zum Mündlichkeitsprinzip.

## Verfahrensablauf
Das Strafverfahren unterteilt sich in das Erkenntnisverfahren und das Vollstreckungsverfahren.

### Erkenntnisverfahren
Im Erkenntnisverfahren wird ermittelt, ob sich eine Person der Begehung einer Straftat schuldig gemacht hat. Es unterteilt sich in das Ermittlungs-, das Zwischen- und das Hauptverfahren.

#### Ermittlungsverfahren
Im Ermittlungsverfahren (auch: Vorverfahren) prüft die Staatsanwaltschaft, ob ein Anlass zur öffentlichen Klageerhebung besteht. Beim Privatklageverfahren (§§ 374 ff. StPO) ist diese Prüfung entbehrlich.

##### Einleitung
Das in § 152 Absatz 2 StPO normierte Legalitätsprinzip bestimmt, dass die Staatsanwaltschaft grundsätzlich zur Aufnahme von Ermittlungen verpflichtet ist, wenn ihr zureichende tatsächliche Anhaltspunkte für das Vorliegen einer verfolgbaren Straftat vorliegen, sie also über einen Anfangsverdacht verfügt. Die Gewinnung des Anfangsverdachts beginnt mit der Ermittlung von Tatsachen, die auf das Vorliegen einer Straftat schließen lassen. Die Einschätzung des Tatsachenmaterials richtet sich maßgeblich nach der kriminalistischen Erfahrung; die handelnden Beamten besitzen daher einen gerichtlich nur eingeschränkt überprüfbaren Beurteilungsspielraum. Der Verdacht braucht sich nicht gegen eine bestimmte Person zu richten, weshalb auch eine Ermittlung gegen Unbekannt möglich ist.
Die notwendige Kenntnis kann auf zwei Wegen erlangt werden: durch Eingehen einer Strafanzeige oder eines Strafantrags bei einer Strafverfolgungsbehörde sowie durch Tatsachenwahrnehmung von Amts wegen.
Bei einer Strafanzeige handelt es sich um die Mitteilung eines Sachverhalts, der aus Sicht des Anzeigenden Anlass zur Aufnahme von Ermittlungen bietet. Anzeigen können gemäß § 158 Absatz 1 Satz 1 StPO bei der Staatsanwaltschaft, den Behörden und Beamten des Polizeidienstes und den Amtsgerichten mündlich oder schriftlich angebracht werden. Alle genannten Behörden sind zur Entgegennahme der Anzeige verpflichtet. Privatpersonen sind von Gesetzes wegen bei besonders schwerwiegenden Straftaten gemäß § 138 StGB zur Anzeige verpflichtet. Vertraglich können Privatpersonen beispielsweise zum Erhalt ihres Versicherungsschutzes gehalten sein, Straftaten zur Anzeige zu bringen. Beim Strafantrag wird zwischen dem Antrag im weiten und dem Antrag im engen Sinn unterschieden. Ein Strafantrag im weiten Sinn stellt eine Anzeige dar, die zusätzlich das Begehren zur Aufnahme von Ermittlungen enthält. Im engen Sinn bezeichnet der Begriff Strafantrag eine Prozessvoraussetzung für die Verfolgung bestimmter Delikte: In bestimmten Fällen, beispielsweise dem Diebstahl durch Familienangehörige (§ 247 StGB), ist die Aufnahme der Ermittlungen von einem Strafantrag abhängig, den gemäß § 77 Absatz 1 StGB in der Regel nur der Verletzte stellen kann und der gemäß § 77b StGB nur innerhalb einer Frist von drei Monaten erfolgen kann. Für den Strafantrag im engen Sinn bestehen gemäß § 158 Absatz 2 StPO zusätzliche Formvoraussetzungen.
Von Amts wegen erlangt eine Strafverfolgungsbehörde beispielsweise bei Ermittlungen wegen einer anderen Straftat durch eigene Beobachtungen ihrer Mitarbeiter Kenntnis.
Ermittelt die Staatsanwaltschaft entweder gar nicht oder nur unzureichend, kann der Verletzte ein sog. Ermittlungserzwingungsverfahren anstrengen.

##### Verlauf
Der Verlauf des Ermittlungsverfahrens wird durch die Staatsanwaltschaft gelenkt, die in der Rechtswissenschaft als Herrin des Ermittlungsverfahrens bezeichnet wird. Daher trifft sie die Entscheidung über das Vorliegen des hinreichenden Tatverdachts. Um dies beurteilen zu können, ermittelt sie gemäß § 160 Absatz 2 StPO alle belastenden und entlastenden Umstände, bemüht sich also um eine umfassende und objektive Aufklärung des Geschehens. Hierzu bedient sie sich häufig der Polizei als Ermittlungsperson, die etwa potentielle Zeugen vernimmt und Beweise sichert. Faktisch liegt das Ermittlungsverfahren jedenfalls in Fällen der kleineren und mittleren Kriminalität in der Regel in der Hand der Polizei. In größeren Verfahren, insbesondere auch Verfahren der Wirtschaftskriminalität, führt die Staatsanwaltschaft die Ermittlungen in weiten Bereichen auch selbst. Dazu verfügen viele Schwerpunktstaatsanwaltschaften beispielsweise über eigene Wirtschaftsprüfgruppen mit entsprechend vorgebildeten Sachverständigen und Buchprüfern. In früheren Zeiten war die Staatsanwaltschaft aber bei fast allen Ermittlungen unmittelbar beteiligt, in der Regel auch durch Beamte vor Ort. Daher wurden die Ermittlungspersonen früher als Hilfsbeamte der Staatsanwaltschaft bezeichnet, da ihnen nur eine Hilfskompetenz zugewiesen wurde, welche im Laufe der Zeit mehr und mehr zur Regelkompetenz wurde.
Gemäß § 163a StPO muss der Beschuldigte grundsätzlich vor dem Abschluss der Ermittlungen vernommen werden. Nach dem vorherrschenden formellen Vernehmungsbegriff setzt eine Vernehmung voraus, dass ein Amtsträger in dem Beschuldigten in amtlicher Eigenschaft gegenübertritt und Auskunft verlangt.
Glaubt die Polizei ihre Ermittlungen abgeschlossen zu haben, nimmt die Staatsanwaltschaft ihre Arbeit auf. Sieht sie noch Ermittlungsbedarf, kann sie eigene Ermittlungsansätze verfolgen, bei Gericht Maßnahmen beantragen, beispielsweise Hausdurchsuchung, Beschlagnahme oder Telefonüberwachung, oder die Polizei zu weiteren Ermittlungen anweisen. Die StPO enthält zahlreiche Eingriffsgrundlagen für die Strafverfolgungsbehörden. § 161 Absatz 1 StPO und § 163 Absatz 1 StPO enthalten Ermittlungsgeneralklauseln für Staatsanwaltschaft und Polizei, auf die alle Maßnahmen gestützt werden können, die mangels schweren Grundrechtseingriffs keiner präziseren Rechtsgrundlage benötigen, etwa den Einsatz von Informanten. Eingriffsintensive Maßnahmen bedürfen im Regelfall einer Anordnung durch einen Ermittlungsrichter. So verhält es sich etwa bei der Durchsuchung (§ 105 StPO). Der Ermittlungsrichter kann auch Geständnisse entgegennehmen und Vernehmungen durchführen.

##### Abschluss
Hat die Staatsanwaltschaft die Ermittlungen abgeschlossen, entscheidet sie, ob das Verfahren eingestellt wird oder ob Anklage erhoben wird. Dem entspricht weitestgehend auch der Antrag auf Erlass eines Strafbefehls.
Eine Einstellung kommt in Frage, falls ein hinreichender Tatverdacht nicht vorliegt (§ 170 Absatz 2 StPO), der Fall nicht von öffentlichem Interesse ist (§ 376 StPO) oder Opportunitätserwägungen (beispielsweise § 153, § 154 StPO) dafür sprechen. Dann kann der durch die Tat Verletzte durch ein erfolgreiches Klageerzwingungsverfahren (§ 172 StPO) eine Anklage erwirken.
Gemäß § 170 Absatz 1 StPO ist die Staatsanwaltschaft zur Anklageerhebung verpflichtet, soweit die Ermittlungen genügenden Anlass zur Erhebung der öffentlichen Anklage bieten. Dies trifft gemäß § 203 StPO zu, wenn die Verurteilung einer Person wahrscheinlich erscheint, also ein hinreichender Tatverdacht vorliegt. Die Anklage besitzt zwei Funktionen: Zum einen bezeichnet sie die angeklagte Tat und bestimmt so den Prozessstoff, zum anderen informiert sie den Beschuldigten über den Tatvorwurf.

#### Zwischenverfahren
Durch die Erhebung der Anklage wird das Zwischenverfahren eingeleitet. Der Beschuldigte wird nun gemäß § 157 Alternative 1 StPO als Angeschuldigter bezeichnet. Das Zwischenverfahren ist in § 199–§ 211 StPO geregelt. Im Zwischenverfahren überprüft das Gericht, ob sich aus der Anklageschrift ein hinreichender Tatverdacht im Sinne von § 170 StPO ergibt. Hierdurch soll vermieden werden, dass der Angeschuldigte unnötig der öffentlichen Hauptverhandlung ausgesetzt wird. Das Gericht kann zur besseren Aufklärung der Sache einzelne Beweiserhebungen anordnen (§ 202 StPO), etwa Zeugen vernehmen oder vernehmen lassen, die bislang noch nicht gehört worden sind. Möglich ist auch die ergänzende Befragung bereits vernommener Zeugen oder des Angeschuldigten zu bislang noch nicht gestellten Fragen. Grundsätzlich kann das Gericht im Zwischenverfahren alle Ermittlungen anordnen oder selbst vornehmen, welche die Staatsanwaltschaft vor Erhebung der öffentlichen Klage auch hätte durchführen können; bis hin zu Durchsuchungen und Beschlagnahme von Beweismitteln. Häufig wird auch im Zwischenverfahren ein psychiatrisches Gutachten zur Schuldfähigkeit des Angeschuldigten eingeholt, weil der bisherige Akteninhalt Anlass zu Zweifeln gibt.
Hält das Gericht den Angeschuldigten für hinreichend tatverdächtig, lässt es die Anklage gemäß § 203 StPO durch Eröffnungsbeschluss zu. Erachtet das Gericht ein anderes für sachlich zuständig, eröffnet es das Verfahren gemäß § 209 StPO vor diesem. In Fällen des § 205 StPO kann das Gericht das Verfahren vorläufig einstellen. Lehnt das Gericht die Eröffnung des Hauptverfahrens gemäß § 204 StPO durch Beschluss ab, kann die Staatsanwaltschaft hiergegen sofortige Beschwerde einlegen. Die Eröffnung ist aus tatsächlichen Gründen abzulehnen, wenn nach Auffassung des Gerichts kein hinreichender Tatverdacht besteht. Sie ist aus Rechtsgründen abzulehnen, wenn die dem Angeschuldigten zur Last gelegte Tat nach Ansicht des Gerichts kein Strafgesetz erfüllt. Erfüllt die in der Anklageschrift bezeichnete Tat zwar kein Strafgesetz, kann sie gleichwohl unter dem Gesichtspunkt einer Ordnungswidrigkeit verfolgt werden. In diesem Fall lehnt das Gericht die Eröffnung nicht ab, vielmehr eröffnet es das Verfahren wegen der Ordnungswidrigkeit.

#### Hauptverfahren
Im Hauptverfahren (§§ 213–275 der StPO) wechselt die förmliche Bezeichnung für den Beschuldigten von „Angeschuldigter“ zu „Angeklagter“. Kernstück des Hauptverfahrens ist die Hauptverhandlung (§§ 226–275 StPO). Die Hauptverhandlung im Strafverfahren ist aus verfassungsrechtlichen Gründen meist öffentlich (§ 169 GVG). Ausnahmen ergeben sich aus §§ 170, 171a–172 GVG. Diese besagen, dass die Öffentlichkeit auszuschließen ist, wenn:
- das Verfahren die Unterbringung in einem psychiatrischen Krankenhaus oder einer Entziehungsanstalt zum Gegenstand hat,
- die Privatsphäre des Angeklagten oder eines Zeugen beeinträchtigt wird,
- die Staatssicherheit gefährdet ist,
- das Leben oder die Freiheit des Angeklagten oder eines Zeugen in Gefahr ist,
- ein Geschäfts-, Betriebs-, oder Steuergeheimnis zur Sprache kommt, oder
- eine Person unter 18 Jahren vernommen wird.

Im Übrigen sind Jugendstrafsitzungen nicht öffentlich, es sei denn, der Angeklagte ist Heranwachsender. Dies gilt für die gesamte Verhandlung einschließlich Urteilsverkündung, § 48 JGG. Hinsichtlich der Ausschließung der Öffentlichkeit regelt § 174 GVG unter anderem, dass über den Ausschluss der Öffentlichkeit nur auf Antrag eines Beteiligten oder wenn es das Gericht für angemessen erhält verhandelt wird.

##### Ablauf
Der Ablauf der Hauptverhandlung ist im Wesentlichen in § 243 StPO geregelt: Sie beginnt mit dem Aufruf der Sache. Im Anschluss stellt das Gericht fest, ob die Geladenen erschienen sind. Dann werden die Zeugen über ihre Wahrheitspflicht belehrt und nehmen auf Aufforderung des Gerichts außerhalb des Sitzungssaals Platz. Der Angeklagte wird sodann zur Person (Name, Geburtstag, Anschrift, Staatsangehörigkeit) vernommen. Darauf verliest der Vertreter der Staatsanwaltschaft den Anklagesatz der Anklageschrift. Anschließend beginnt die Vernehmung des Angeklagten zur Sache, sofern er sich trotz Belehrung über sein Schweigerecht dazu einlassen möchte. Die Vernehmung ist Aufgabe des Vorsitzenden; die übrigen Prozessbeteiligten haben allerdings das Recht, im Anschluss daran ergänzende Fragen zu stellen und nicht den Angeklagten selbst noch einmal zu vernehmen, zumal das Gericht von sich aus den Sachverhalt so vollständig wie möglich erforschen muss.
Gemäß § 244 Absatz 1 StPO folgt im Anschluss die Beweisaufnahme. Hier werden zur Wahrheitsermittlung Urkunden verlesen, Tatgegenstände (oder auch Fotos) „in Augenschein genommen“ (betrachtet) und Zeugen und Sachverständige vernommen. Für die Vernehmung von Zeugen gilt ebenfalls, dass sie zunächst Aufgabe des Vorsitzenden ist; die anderen Beteiligten dürfen aber anschließend ergänzende einzelne Fragen stellen. Für die Beweisaufnahme gilt die richterliche Hinweis- und Aufklärungspflicht gemäß § 244 Absatz 2 StPO. Nach jeder Beweiserhebung ist der Angeklagte zu befragen, ob er dazu etwas zu erklären habe (§ 257 StPO). Auch die anderen Beteiligten können Erklärungen abgeben, diese dürfen jedoch die Schlussvorträge nicht vorwegnehmen, was freilich häufig ein schwieriges Abgrenzungsproblem ist. Der Richter schließt sodann die Beweisaufnahme, sofern nicht Staatsanwalt oder Angeklagter weitere Beweisanträge stellen.
Es folgen gemäß § 258 StPO Absatz 1 StPO die Schlussvorträge, die in der ersten Instanz mit dem Plädoyer des Staatsanwalts beginnen und in den Rechtsmittelinstanzen mit dem Plädoyer des Rechtsmittelführers. Daraufhin spricht in Nebenklageverfahren der Nebenkläger oder dessen Vertreter, dann in allen Verfahren der Verteidiger oder der Angeklagte selbst. Schließlich wird dem Angeklagten, im Jugendstrafverfahren auch dem Erziehungsberechtigten oder gesetzlichen Vertreter das Letzte Wort eingeräumt (§ 258 Absatz 2, 3 StPO). Im Jugendstrafverfahren wird vor dem Verteidiger auch noch die Jugendgerichtshilfe gehört. Nach dem Letzten Wort zieht sich das Gericht zur Urteilsberatung zurück. Nach erneutem Aufruf verliest es die Urteilsformel, die auf Freispruch oder Verurteilung lautet, und begründet das Urteil mündlich. Abschließend erfolgt eine Rechtsmittelbelehrung. Die erste Instanz ist damit abgeschlossen. Wird innerhalb einer Woche nicht von Seiten der Staatsanwaltschaft oder des Angeklagten ein Rechtsmittel eingelegt, so erwächst das Urteil in Rechtskraft und wird vollstreckt.
Eine Hauptverhandlung kann abweichend von dieser streng geregelten Prozedur jederzeit vorzeitig durch Einstellung des Verfahrens enden. Ein Urteil ist in solchen Fällen entbehrlich. Das sind in der Regel Einstellungen wegen geringer Schuld (§ 153 StPO), gegen Auflagen (§ 153a StPO) oder im Hinblick auf andere Verfahren oder bereits ausgesprochene Strafen (§ 154 StPO). Diese Einstellungen setzen in der Regel einen entsprechenden Antrag der Staatsanwaltschaft und die Zustimmung des Angeklagten voraus.

##### Sitzungsprotokoll
§ 271 StPO bestimmt, dass über die Hauptverhandlung ein Sitzungsprotokoll geführt werden muss, das dessen Gang und Ergebnisse festhält. Das Protokoll dient als Beweismittel: Gemäß § 274 Satz 1 StPO kann der formell ordnungsgemäße Verlauf der Hauptverhandlung nur durch das Protokoll bewiesen werden. Die Richtigkeit des Protokolls wird vermutet, weshalb alles, was im Protokoll vermerkt ist, als erfolgt gilt (positive Beweiskraft). Zugleich gilt das, was im Protokoll nicht vermerkt ist, nicht als erfolgt (negative Beweiskraft). Gemäß § 274 Satz 2 StPO kann die Vermutung dadurch erschüttert werden, dass die Fälschung des Protokolls bewiesen wird. Zudem wird die Vermutungswirkung dadurch entkräftet, dass das Protokoll offensichtlich lückenhaft oder widersprüchlich ist oder einen Vorgang beschreibt, der sich nach allgemeiner Erfahrung tatsächlich nicht zugetragen haben kann. Letzteres nahm die Rechtsprechung beispielsweise in einem Fall an, indem sich der Pflichtverteidiger des Angeklagten laut Protokoll eigenmächtig entfernt hatte und der Angeklagte daraufhin unverteidigt blieb, was keinem Beteiligten auffiel. Schließlich kann der Protokollführer das Protokoll berichtigen. Entgegen der früheren Rechtsprechung kann nach mittlerweile überwiegender Auffassung hierdurch auch einer bereits erhobenen Verfahrensrüge die Grundlage entziehen.

### Vollstreckungsverfahren
Anschließend beginnt das Vollstreckungsverfahren. Dieses ist in den §§ 449 ff. StPO geregelt. Die Staatsanwaltschaft ist Herrin des Vollstreckungsverfahrens. Mit der Rechtskraft beginnt die Vollstreckungsverjährung.

## Beweisrecht
Gemäß § 244 Absatz 2 StPO erforscht das Gericht den Sachverhalt von Amts wegen. Hierzu ermittelt es grundsätzlich alle Tatsachen, die für die Beurteilung des Sachverhalts von Bedeutung sind und nimmt gemäß § 261 StPO grundsätzlich eine umfassende Beweiswürdigung vor, was die Auswertung sämtlicher Beweismittel erfordert. Hierbei wird zwischen Haupt-, Indiz- und Hilfstatsachen unterschieden. Haupttatsachen betreffen unmittelbar ein Merkmal eines gesetzlichen Straftatbestands. Um eine solche handelt es sich beispielsweise bei dem Umstand, dass eine Sache weggenommen wurde (§ 242 StGB). Bei Indiztatsachen handelt es sich um Umstände, durch die auf das Vorliegen einer Haupttatsache geschlussfolgert werden kann. Dass sich eine Sache im Besitz des Angeklagten befindet, stellt beispielsweise ein Indiz dafür dar, dass dieser sie weggenommen hat. Hilfstatsachen enthalten schließlich eine Aussage über die Beweiskraft von Beweismitteln.
Das Prozessrecht unterscheidet zwischen dem Strengbeweisverfahren und dem Freibeweisverfahren. Das Strengbeweisverfahren ist für Beweiserhebungen vorgesehen, die sich auf Schuld und Rechtsfolgen der Tat beziehen. Hier kommen lediglich gesetzlich vorgesehene Beweismittel in Frage: Der Sachverständige, der Zeuge, der Augenschein, die Urkunde und die Aussage des Angeklagten. Das Freibeweisverfahren kommt für andere Beweiserhebungen in Frage, etwa die Einhaltung des Verfahrensrechts.
Entbehrlich ist der Beweis einer Tatsache, wenn diese offenkundig ist. Dies trifft zu, wenn sie entweder jedem verständigen Menschen bekannt ist oder das Gericht sie in amtlicher Eigenschaft in Erfahrung gebracht hat.

### Beweisantrag
Die Beweisaufnahme kann durch die Verfahrensbeteiligten mittels Beweisanträgen beeinflusst werden. Bei einem Beweisantrag handelt sich um ein Begehren, dass ein bestimmter Beweis erhoben wird. Ein Beweisantrag setzt sich aus einer Tatsachenbehauptung und der Angabe eines Beweismittels des Strengbeweisverfahrens zusammen. Der Antrag muss nach überwiegender Auffassung zudem erkennen lassen, warum sich das Beweismittel zum Nachweis der Behauptung eignet.
Der Beweisantrag kann bis zur Urteilsverkündung gestellt werden. Grundsätzlich muss der Antrag mündlich vorgebracht werden.
Ein Beweisantrag kann an eine prozessuale Bedingung geknüpft werden. Ein Hilfsbeweisantrag wird beispielsweise hilfsweise gestellt, falls eine andere als vom Antragsteller erwartete Prozesslage eintritt.
Das Gericht darf ein Beweisantrag nur unter gesetzlich vorgegebenen Bedingungen ablehnen. Das Gesetz unterscheidet diesbezüglich zwischen präsenten (§ 245 Absatz 2 StPO) und nicht-präsenten (§ 244 Absatz 3–5 StPO) Beweismitteln. Für beide Gruppen ist die Ablehnung verpflichtend, wenn die Beweiserhebung wegen Verstoßes gegen ein Beweisverbot unzulässig ist. Möglich ist eine Ablehnung bei Offenkundigkeit oder Bedeutungslosigkeit der Tatsache, bei völliger Ungeeignetheit oder Unerreichbarkeit des Beweismittels und bei Verschleppungsabsicht.

### Beweisverbot
Beweisverbote stellen rechtsstaatliche Schranken dar, die der Gewinnung und der Verwertung von Beweisen Grenzen setzen. Sie dienen in erster Linie dem Schutz der Verfahrensrechte der Parteien. Die StPO fordert keine Wahrheitsfindung um jeden Preis, sondern setzt ihr vielmehr unterschiedliche Schranken, die auf entgegenstehenden Wertungen beruhen, insbesondere denen des Grundgesetzes. Daneben erfüllen Beweisverwertungsverbote die Funktion, die Strafverfolgungsbehörden von Rechtsverletzungen abhalten. Anders als im anglo-amerikanischen Rechtskreis ist dies im deutschen Prozessrecht lediglich von untergeordneter Bedeutung, da Verstöße vorrangig durch das Beamtenrecht sanktioniert werden. Einige Verbote sollen schließlich verhindern, dass Beweismittel mit fragwürdiger Aussagekraft in das Verfahren eingeführt werden.
In der Rechtswissenschaft wird zwischen Beweiserhebungsverboten und Beweisverwertungsverboten unterschieden. Beweiserhebungsverbote untersagen bestimmte Formen der Beweiserhebung. Um ein solches Verbot handelt es sich beispielsweise um das Verbot der Ersetzung des Personalbeweis durch den Urkundenbeweis nach § 250 Satz 2 StPO. Beweisverwertungsverbote untersagen die Nutzung eines Beweismittels im Prozess. Solche Verbote können sich aus dem Verstoß gegen ein Beweiserhebungsverbot ergeben – dann handelt es sich um ein unselbstständiges Verbot – oder hiervon losgelöst sein – dann handelt es sich um ein selbstständiges Verbot.

## Rechtsmittel
Die StPO enthält zwei Formen von Rechtsbehelfen: die ordentlichen und die außerordentlichen.

### Ordentliche Rechtsbehelfe
Zu den ordentlichen Rechtsbehelfen zählen Berufung, Revision und Beschwerde.
Gegen ein Urteil können Berufung und Revision eingelegt werden. Mit dem Rechtsmittel der Berufung kann in einer weiteren Tatsacheninstanz alles noch einmal neu „aufgerollt“ werden; mit der Revision kann lediglich überprüft werden, ob das materielle Recht oder das Verfahrensrecht richtig angewendet wurde. Berufung ist in der Regel nur gegen Urteile der Amtsgerichte (Einzelrichter oder Schöffengericht) zulässig; die erstinstanzlichen Urteile der Landgerichte, auch der für Kapitaldelikte zuständigen Schwurgerichtskammern, und der Oberlandesgerichte sind lediglich mit dem Rechtsmittel der Revision anfechtbar, über die dann der Bundesgerichtshof entscheidet. Gegen Berufungsurteile der Landgerichte ist die Revision zum Oberlandesgericht gegeben. Berufung und Revision besitzen Suspensiv- und Devolutiveffekt.
Die Beschwerde richtet sich gegen Beschlüsse und richterliche Verfügungen. Die Beschwerde besitzt lediglich Devolutiveffekt.

### Außerordentliche Rechtsbehelfe
Um außerordentliche Rechtsbehelfe handelt es sich bei der Wiedereinsetzung in den vorigen Stand und der Wiederaufnahme des Verfahrens.
Einen Antrag auf Wiedereinsetzung kann gemäß § 44 StPO stellen, wer ohne Verschulden verhindert war, eine Frist einzuhalten. Es hat zur Folge, dass das Fristversäumnis geheilt und das Verfahren fortgesetzt wird.
Einen Antrag auf Wiederaufnahme kann gestellt werden, um ein rechtskräftiges Urteil zu korrigieren. Dies ist möglich, wenn ein Wiederaufgreifensgrund vorliegt, der die Durchbrechung der Rechtskraft rechtfertigt. Wiederaufgreifensgründe zugunsten des Angeklagten sind in § 359 StPO sowie § 79 BVerfGG genannt, Gründe zulasten des Angeklagten in § 362 StPO. Ist der Wiederaufgreifensantrag zulässig und begründet, kommt es zu einer neuen Hauptverhandlung.

## Überlange Strafprozesse
Der Schmücker-Prozess bestand aus insgesamt vier Strafverfahren, in denen der Mord an Ulrich Schmücker aufgeklärt werden sollte. Er war der längste Strafprozess in der Geschichte der Bundesrepublik Deutschland, begann 1976 und endete nach 15 Jahren mit insgesamt 591 Verhandlungstagen verteilt auf vier Verfahren 1991 mit der Einstellung des Strafverfahrens.
Am 30. Juni 1981 wurde nach einer Prozessdauer von fünf Jahren und sieben Monaten mit 474 Verhandlungstagen die Urteile im Majdanek-Prozess gesprochen. Das zu seiner Zeit teuerste und längste Strafverfahren.
Der erste Auschwitz-Prozess – der „Strafsache gegen Mulka u. a. (4 Ks 2/63)“, der vom 20. Dezember 1963 bis zum 19./20. August 1965 in Frankfurt am Main stattfand, war mit 183 Verhandlungstagen und zunächst 22 Angeklagten der damals größte und längste Strafprozess in der deutschen Justizgeschichte nach 1871. Während der Beweisaufnahme wurden 359 Zeugen aus 19 Ländern gehört. 211 von ihnen waren ehemalige Häftlinge.